# Kōta Ogi
Kōta Ogi (jap. 荻 晃太 Ogi Kōta; ur. 5 maja 1983) – japoński piłkarz występujący na pozycji bramkarza. Obecnie występuje w Nagoya Grampus.

## Kariera klubowa
Od 2002 roku występował w klubach Vissel Kobe, Omiya Ardija, FC Tokyo, Ventforet Kofu i Nagoya Grampus.